# Matthew Howson
Matthew Howson (né le 25 août 1983 à Norwich en Angleterre) est un ancien pilote de course automobile britannique qui a participé à des épreuves d'endurance aux mains de Sport-prototype dans des championnats tels que le championnat du monde d'endurance ainsi que les 24 Heures du Mans,.

## Palmarès

### Résultats aux24 Heures du Mans
| Année | Écurie | Copilotes                            | Voiture            | Classe | Tours | Pos. | Class Pos. |
| ----- | ------ | ------------------------------------ | ------------------ | ------ | ----- | ---- | ---------- |
| 2013  | KCMG   | Alexandre Imperatori Ho-Pin Tung     | Morgan LMP2-Nissan | LMP2   | 241   | Abd. | Abd.       |
| 2014  | KCMG   | Richard Bradley Alexandre Imperatori | Oreca 03R-Nissan   | LMP2   | 87    | Abd. | Abd.       |
| 2015  | KCMG   | Richard Bradley Nicolas Lapierre     | Oreca 05-Nissan    | LMP2   | 358   | 9e   | 1er        |
| 2016  | KCMG   | Richard Bradley Tsugio Matsuda       | Oreca 05-Nissan    | LMP2   | 116   | Abd. | Abd.       |

### Résultats auchampionnat du monde d'endurance
| Année | Écurie | Châssis     | Moteur                      | Classe | 1     | 2     | 3        | 4     | 5     | 6        | 7     | 8     | 9   | Total points | Classement |
| ----- | ------ | ----------- | --------------------------- | ------ | ----- | ----- | -------- | ----- | ----- | -------- | ----- | ----- | --- | ------------ | ---------- |
| 2013  | KCMG   | Morgan LMP2 | Nissan VK45DE 4,5 l V8 Atmo | LMP2   | SIL 6 | SPA   | LMS Abd. | SÃO   | COA   | FUJ      | SHA   | BHR   |     | 0.5          | 40e        |
| 2014  | KCMG   | Oreca 03    | Nissan VK45DE 4,5 l V8 Atmo | LMP2   | SIL 2 | SPA 2 |          |       |       |          |       |       |     | 130          | 3e         |
| 2014  | KCMG   | Oreca 03R   | Nissan VK45DE 4,5 l V8 Atmo | LMP2   |       |       | LMS Abd. | COA 1 | FUJ 2 | SHA Abd. | BHR 1 | SÃO 1 |     | 130          | 3e         |
| 2015  | KCMG   | Oreca 05    | Nissan VK45DE 4,5 l V8 Atmo | LMP2   | SIL 4 | SPA 3 | LMS 1    | NÜR 1 | CDA 2 | FUJ Abd. | SHA 3 | BHR 2 |     | 155          | 2e         |
| 2016  | KCMG   | Oreca 05    | Nissan VK45DE 4,5 l V8 Atmo | LMP2   | SIL   | SPA   | LMS Abd. |       |       |          |       |       |     | 10           | 27e        |
| 2016  | Manor  | Oreca 05    | Nissan VK45DE 4,5 l V8 Atmo | LMP2   |       |       |          | NÜR 5 | MEX   | CDA      | FUJ   | SHA   | BHR | 10           | 27e        |